# The Mission (groupe)
Pour les articles homonymes, voir The Mission.
The Mission [ðə ˈmɪʃ(ə)n] est un groupe de rock 'n' roll britannique, originaire de Leeds, en Angleterre. Il est formé en 1986 par Wayne Hussey et Craig Adams, deux anciens membres du groupe The Sisters of Mercy. Ils durent changer leur nom contre celui de The Mission UK pour pouvoir tourner aux États-Unis, où une autre formation s'appelait déjà ainsi.

## Biographie

### Première période (1986–1996)
En 1986, Wayne Hussey (guitare), qui avait auparavant fait partie de Dead or Alive, et Craig Adams (basse) quittent The Sisters of Mercy pour former leur propre groupe, qu'ils nomment dans un premier temps « The Sisterhood » par provocation envers Andrew Eldritch, leader des Sisters of Mercy (ce dernier engagera et gagnera une bataille juridique sur la propriété du nom Sisterhood). Ils recrutent ensuite un guitariste, Simon Hinkler (ex Artery), et un batteur, Mick Brown (ex-Red Lorry Yellow Lorry). D'abord signés sur un petit label, Chapter 22, ils sortent deux singles qui cartonnent dans les charts indépendants (Serpent's Kiss et Garden of Delight/Like a Hurricane). Puis ils signent sur Mercury Records.
La musique des Mission est plus accessible que celle des Sisters of Mercy. Aux influences gothiques sont mêlées des sonorités plus rock, voire folk. Après une prestation remarquée au festival de Reading, ils obtiennent un nouveau succès avec le simple Stay With Me, qui annonce la sortie de leur premier album : God's Own Medicine. Wasteland et Severina qui en sont extraits se vendent mieux encore. Dans la foulée, le groupe s'embarque pour une tournée américaine, avec des concerts en ouverture de U2.
En 1987 sort l'album First Chapter, une compilation des premiers titres parus sur le label Chapter 22, suivi par Children l'année suivante, produit par John Paul Jones (Led Zeppelin). Ils sont alors à l'apogée de leur succès.
Le groupe fait une pause en reprenant sur scènes des standards du glam-rock (T. Rex, Roxy Music, Slade...) sous le nom Metal Gurus.
En 1990 paraissent les albums Carved in Sand et sa suite Grains of Sand (en). Simon Hinkler quitte le groupe pendant la tournée, et se trouve remplacé par Paul Etchells, ex-membre du groupe Ghost Dance. La suite de leur carrière sera plus épisodique. Ils ne rencontrent plus de succès qu'auprès des nombreux fans qui leur sont restés fidèles. Masque, sorti en 1992, s'ouvre à des sons plus dance. Craig Adams part rejoindre The Cult et ce sont Andy Cousin ex All About Eve et Rik Carter de Pendragon qui officient sur Neverland (1995) et Blue (1996). The Mission se sépare ensuite quelques années.

### Deuxième période (1999–2008)
Ils reviennent en 2001 avec un nouvel album, Aura, ou Craig Adams reprendra temporairement sa place. Suivra Aural Delight, qui est, comme l'était Grains of Sand pour Carved in Sand, un « reliquat » des morceaux non utilisés pour l'album et des faces B issus des singles.
En 2006 parait un double DVD intitulé Light the Candle, comprenant des interviews, des clips, des extraits de concerts et un concert complet.
L'année 2007 est marquée par la sortie de God is a Bullet, ainsi qu'un autre DVD reprenant les cassettes VHS Crusade et Waves upon the Sand.
En février-mars 2008, le groupe donne une série de concerts d'adieux au Shepherd's Bush Empire de Londres, reprenant chacun la totalité des chansons d'un album phare. Simon Hinkler revient pour l'occasion, jouant sur plusieurs chansons chaque soir. The Mission est dès lors officiellement dissout.
Mais dans le show-biz comme en politique, les adieux ne sont jamais sincères[non neutre] et voici que Hussey annonce sur le site officiel du groupe le 24 juillet 2012 qu'après une nouvelle tournée en septembre, Craig, Simon, Mike et lui-même prévoient d'enregistrer un nouvel album. Intitulé The Brightest Light et composé de 11 titres, l'album est sorti en septembre 2013.

### Retour (depuis 2011)
En octobre 2012, Hussey annonce un nouvel album pour l'année prochaine que le groupe démarrera d'ici avril 2013. Il révèle aussi David M. Allen à a production. The Brightest Light est publié en septembre 2013 et le groupe embarque dans une tournée nord-américaine, allemande et britannique. En 2014, le groupe revient pour une tournée sud-américaine de neuf dates.
En octobre 2016, The Mission embarque pour une tournée spéciale trente ans en Europe, avec trois dates en Australie, et deux en Nouvelle-Zélande en parallèle à la sortie de Another Fall from Grace. En février 2017, Another Fall From Grace remporte les Dark Music Awards 2016
Le groupe continue de tourner en soutien à Another Fall from Grace en 2017. The Mission joue en soutien à Alice Cooper en novembre 2017.

## Membres actuels
- Wayne Hussey - chant, guitare
- Simon Hinkler - guitare
- Craig Adams - basse
- Alex Baum - batterie

## Discographie

### Albums studio
- 1986 : God's Own Medicine
- 1987: The First Chapter
- 1988 : Children
- 1990 : Carved in Sand
- 1990 : Grains of Sand
- 1992 : Masque
- 1995 : Neverland
- 1996 : Blue
- 2001 : AurA
- 2002 : Aural Delight
- 2007 : God is a Bullet
- 2009 : Bare (album solo de Wayne Hussey (avec des reprises de The Cure, U2 et de The Mission))
- 2013 : The Brightest Light
- 2016 : Another Fall From Grace

### Albums live
- 1993 : No Snow, No Show
- 2000 : Everafter
- 2009 : Live and Last (Enregistré Live au Shepherd's Bush Empire de Londres, février 2008)

### Compilations
- Magnificent Pieces (1991)
- Sum and Substance (1994)
- Resurrection (1999)
- Anthology - The Phonogram Years (2006)
- Dum-Dum Bullet (2010)
- Singles A's & B's (2015)
- Collected (2021)